# 朴叶楼梯草
朴叶楼梯草（学名：Elatostema integrifolium var. tomentosum）为荨麻科楼梯草属全缘楼梯草的变种。分布在印度以及中国大陆的云南等地，生长于海拔900米的地区，一般生长在山谷林中以及沟边草地，目前尚未由人工引种栽培。

## 异名
- Elatostema integrifolium (D. Don) Wedd. var. tomentosum (Hook. f.) W. T. Wang